# رقصیدن در تاریکی (ترانه ریانا)
«رقصیدن در تاریکی» (انگلیسی: Dancing in the Dark) ترانه‌ای است که توسط خواننده اهل باربادوس برای موسیقی متن فیلم ۲۰۱۵ خانه ضبط شده‌است.